# Mike Figgis
Mike Figgis est un réalisateur, scénariste, compositeur, producteur et acteur britannique, né le 28 février 1948 à Carlisle, Cumbria. Il a été nommé pour deux Oscars pour son travail sur Leaving Las Vegas (1995). Figgis a été le fondateur et mécène de la communauté en ligne de cinéastes indépendants Shooting People.

## Biographie
Figgis est né à Carlisle, dans le comté de Cumberland, et a grandi à Nairobi, au Kenya, jusqu'à l'âge de huit ans. Le reste de son enfance s'est déroulé à Newcastle upon Tyne, où il a été éduqué à la Kenton Comprehensive School (les musiciens Ian Carr et John Walters y ont été parmi ses professeurs). Il a étudié la musique au Trent Park College, qui faisait alors partie de l'Institute of Education de l'Université de Londres.
Figgis s'est intéressé très tôt à la musique. Il a joué de la trompette et de la guitare dans The People Band et on peut l'entendre sur leur premier disque produit par Charlie Watts des Rolling Stones en 1968. Il a également joué des claviers pour le premier groupe de Bryan Ferry, The Gas Board. En 1983, il a mis en scène une pièce de théâtre, produite au Théâtre Gérard-Philipe (Saint-Denis, Paris). Cette pièce a été jouée avec grand succès au Festival de Grenade et au Theater der Welt (Munich).
Après avoir été musicien et interprète dans le groupe expérimental People Show,  Figgis a fait ses débuts au cinéma avec le film à petit budget Stormy Monday en 1988. Le film lui a valu l'attention en tant que réalisateur capable d'obtenir des performances intéressantes d'acteurs hollywoodiens établis. Son premier film américain était Internal Affairs, qui a contribué à relancer la carrière de Richard Gere. Son  long métrage hollywoodien suivant, Mr. Jones, a été mal compris par le studio, qui a tenté de commercialiser une histoire sombre comme un film de agréable, ce qui a abouti à un échec au box-office. Figgis a exprimé son désenchantement envers l'industrie cinématographique dans Leaving Las Vegas, avec Nicolas Cage et Elisabeth Shue, qui lui a valu deux nominations aux Oscars pour la meilleure réalisation et le meilleur scénario. Il a enchaîné avec le drame romantique One Night Stand, avec Wesley Snipes et Nastassja Kinski, mais le film a reçu un accueil mitigé de la part des critiques et a été un échec commercial.
En 2007, Figgis a tourné Love Live Long, qui se déroule entre Istanbul et Bratislava, lors du tristement célèbre rallye Gumball 3000, avec Sophie Winkleman et Daniel Lapaine.
De passage à Los Angeles en 2007, Mike Figgis a été détenu par la police des frontières. Questionné sur la raison de sa présence, il aurait répondu qu'il était là “to shoot a pilot” (« pour filmer une émission-pilote » mais qui peut se comprendre aussi aussi « pour tuer un pilote ! »). Ce n'est que quelques heures après l'avoir dûment questionné que la police l'a finalement relâché.
Cette histoire a été par la suite nuancée par Mike Figgis lui-même qui  a expliqué qu'il avait pensé dire ça mais s'était repris juste à temps ! De plus, la scène aurait eu lieu à Toronto et non pas à Los Angeles.
En 2008, le Transport for London lui propose de participer au tournage d'un film d'information intitulé A Little Thought From Each of Us, A Big Difference For Everyone, qui encourageait un comportement plus respectueux dans les transports publics londoniens, et qui a ensuite été diffusé dans les cinémas londoniens. La publicité comprenait un écran divisé en quatre sections, chacune montrant l'un des quatre scénarios se déroulant dans le même bus à impériale. À la fin de la publicité, les scénarios générateurs de frictions ont été résolus et la publicité s'est terminée par « A little thought from each of us. A big difference for everyone ».
En 2019 il préside le jury du Festival international du film de Busan.

## Filmographie

### En tant que réalisateur

#### Cinéma
- 1988 : Un lundi trouble (Stormy Monday)
- 1990 : Affaires privées (Internal Affairs)
- 1991 : Traumatismes (Liebestraum)
- 1993 : Mr. Jones
- 1994 : Les Leçons de la vie (The Browning Version)
- 1995 : Leaving Las Vegas
- 1997 : Pour une nuit... (One Night Stand)
- 1997 : Flamenco Women (documentaire)
- 1999 : Mademoiselle Julie (Miss Julie)
- 1999 : La Fin de l'innocence sexuelle (The Loss of Sexual Innocence)
- 2000 : Timecode
- 2001 : The Battle of Orgreave (documentaire)
- 2001 : Hotel
- 2002 : Ten Minutes Older: The Cello (Segment About Time 2)
- 2003 : La Gorge du diable (Cold Creek Manor)
- 2003 : Red, White and Blues (The Blues) (produit par Martin Scorsese Presents - Mini série)
- 2004 : Co/Ma (Coréalisateur/Documentaire)
- 2008 : Love Live Long
- 2013 : Suspension of Disbelief

#### Télévision
- 1984 : The House TV film
- 1991 : Women and Men 2: In Love There Are No Rules TV film
- 2004 : Les Soprano (série télévisée - Cold Cuts épisode 10 saison 5)

### En tant que scénariste
- 2013 : Suspension of Disbelief
- 2004 : Co/Ma
- 2002 : Ten Minutes Older: The Cello (Segment About Time 2)
- 2001 : Hotel
- 2000 : Time Code
- 1999 : La Fin de l'innocence sexuelle (The Loss of Sexual Innocence)
- 1997 : Pour une nuit... (One Night Stand)
- 1995 : Leaving Las Vegas
- 1991 : Liebestraum
- 1991 : Women & Men 2: In Love There Are No Rules TV film
- 1988 : Un lundi trouble (Stormy Monday)
- 1984 : The House TV film

### En tant que compositeur
- 2003 : La Gorge du diable (Cold Creek Manor)
- 2001 : Hotel
- 2000 : Time Code
- 1999 : Mademoiselle Julie (Miss Julie)
- 1999 : La Fin de l'innocence sexuelle (The Loss of Sexual Innocence)
- 1997 : Pour une nuit... (One Night Stand)
- 1995 : Leaving Las Vegas
- 1991 : Liebestraum
- 1990 : Affaires privées (Internal Affairs)
- 1988 : Un lundi trouble (Stormy Monday)
- 1984 : The House TV film

### En tant queproducteur exécutif
- 2004 : Co/Ma
- 2001 : Agua Dulce de Edgar Pablos
- 1996 : Foxfire de Annette Haywood-Carter

### En tant que producteur
- 2003 : La Gorge du diable (Cold Creek Manor)
- 2001 : Hotel
- 2000 : Time Code (Timecode)
- 1999 : Mademoiselle Julie (Miss Julie)
- 1999 : La Fin de l'innocence sexuelle (The Loss of Sexual Innocence)
- 1997 : Pour une nuit... (One Night Stand)

### En tant qu'acteur
- 1997 : Pour une nuit... (One Night Stand) : Maître d'hôtel
- 1995 : Leaving Las Vegas
- 1990 : Affaires privées (Internal Affairs) : Nicholas Hollander